# Xã Rivers, Quận St. Charles, Missouri
Xã Rivers (tiếng Anh: Rivers Township) là một xã thuộc quận St. Charles, tiểu bang Missouri, Hoa Kỳ. Năm 2010, dân số của xã này là 22.257 người.